# Landkreis Scharnikau (Wartheland)

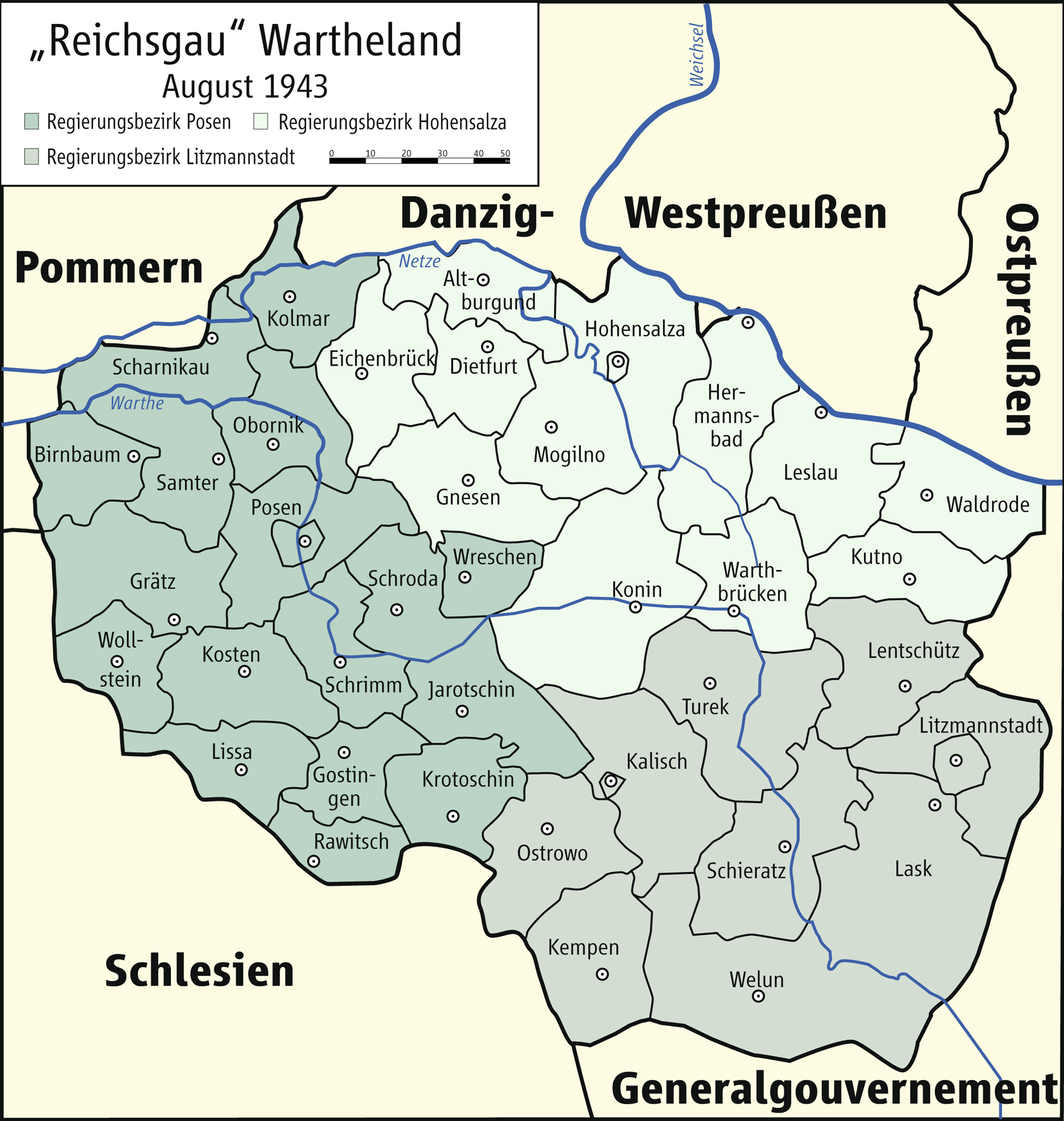
Regierungsbezirke und Kreise im Reichsgau Wartheland

Der Landkreis Scharnikau (Wartheland) bestand in der Zeit zwischen 1939 und 1945 in den Reichsgauen Posen bzw. Wartheland im vom Deutschen Reich besetzten Polen. Der Landkreis umfasste am 1. Januar 1945 zwei Städte und 58 Gemeinden.

## Verwaltungsgeschichte

### Vorgeschichte
Nach dem Inkrafttreten des Versailler Vertrages am 10. Januar 1920 gehörten die bis dahin preußischen Kreise Czarnikau und Filehne südlich der Netze als Czarnków und Wieleń dem polnischen Staat an, wobei die polnischen Teile der Kreise zum Powiat czarnkowski zusammengelegt wurden. Nördlich der Netze waren die deutsch gebliebenen Kreisreste bereits seit dem 2. August 1919 gemeinsam verwaltet worden und wurden später ein Teil des neuen Netzekreises in der Provinz Grenzmark Posen-Westpreußen.

### Zweiter Weltkrieg (deutsche Besatzung)
Zum 26. November 1939 wurde der polnische Landkreis Czarnków unter dem Namen Landkreis Czarnikau Teil des neugebildeten Reichsgaus Posen – später Wartheland – im neuen Regierungsbezirk Posen. Belegt ist auch eine „wilde“ örtliche Umbenennung in „Netzeburg“. Später wurde „Scharnikau“ üblich und seit dem 21. Mai 1941 war Scharnikau (Wartheland) der offizielle Kreisname. 
Im Frühjahr 1945 wurde das Kreisgebiet durch die Rote Armee besetzt und wurde danach wieder ein Teil Polens.

## Politik

### Landkommissar
1939–9999: Jochen-Hilmar von Wuthenau (1887–1965)

### Landräte
1939–1940: Jochen-Hilmar von Wuthenau (vertretungsweise)
1940–1943: Heidrich
1943–9999: Mell (vertretungsweise)
1944–1945: ?

## Kommunalverfassung
Nach der Annexion durch das Deutsche Reich wurde allein der Stadt Scharnikau (Wartheland) die im Altreich gültige Deutsche Gemeindeordnung vom 30. Januar 1935 verliehen. Die Stadt Filehne und die übrigen Gemeinden waren in Amtsbezirken zusammengefasst; Gutsbezirke gab es nicht mehr.

## Ortsnamen
Durch unveröffentlichten Erlass vom 29. Dezember 1939 galten vorläufig hinsichtlich der bisher polnischen Ortsnamen die bis 1918 gültigen deutschen Ortsnamen. Diese globale Rückbenennung war möglich, da noch das gesamte deutsche Kartenwerk für die 1920 an Polen abgetretenen Gebiete (auch) die früheren deutschen Ortsnamen weitergeführt hatte.
Im Laufe der nächsten Jahre erfolgten teilweise „wilde“ Eindeutschungen von Ortsnamen, meist auf Kreisebene. 1943 wurden durch Anordnung des Reichsstatthalters mit Zustimmung des Reichsinnenministers alle Namen, die Orte betrafen, die eine Post- oder Bahnstation besaßen, endgültig in einer deutschen Form festgelegt. Das waren, da meist „nicht deutsch genug“, lautliche Angleichungen, Übersetzungen oder freie Erfindungen, zum Beispiel:
- Briesen: Hohenbriesen,
- Guhren: Netzguhren,
- Kruschewo: Kruschendorf,
- Milkowo: Milkau (Kr. Scharnikau, Wartheland),
- Mlynkowo: Mühlingen,
- Polajewo: Güldenau (Kr. Scharnikau, Wartheland),
- Pripkowo: Pripkau,
- Rosko: Roskau,
- Walkowitz: Walkenschleuse.